# Bahnhof Stainach-Irdning
Bahnhof Stainach-Irdning vasútállomás Ausztriában, Stainach-Pürgg városában. Az állomás 1877-ben nyílt meg.

## Vasútvonalak
Az állomást az alábbi vasútvonalak érintik:
- Salzkammergutbahn
- Ennstalbahn

## Kapcsolódó állomások
A vasútállomáshoz az alábbi állomások vannak a legközelebb:
- Pürgg railway station (Salzkammergutbahn)
- Bahnhof Wörschach Schwefelbad (Ennstalbahn)

## Képek

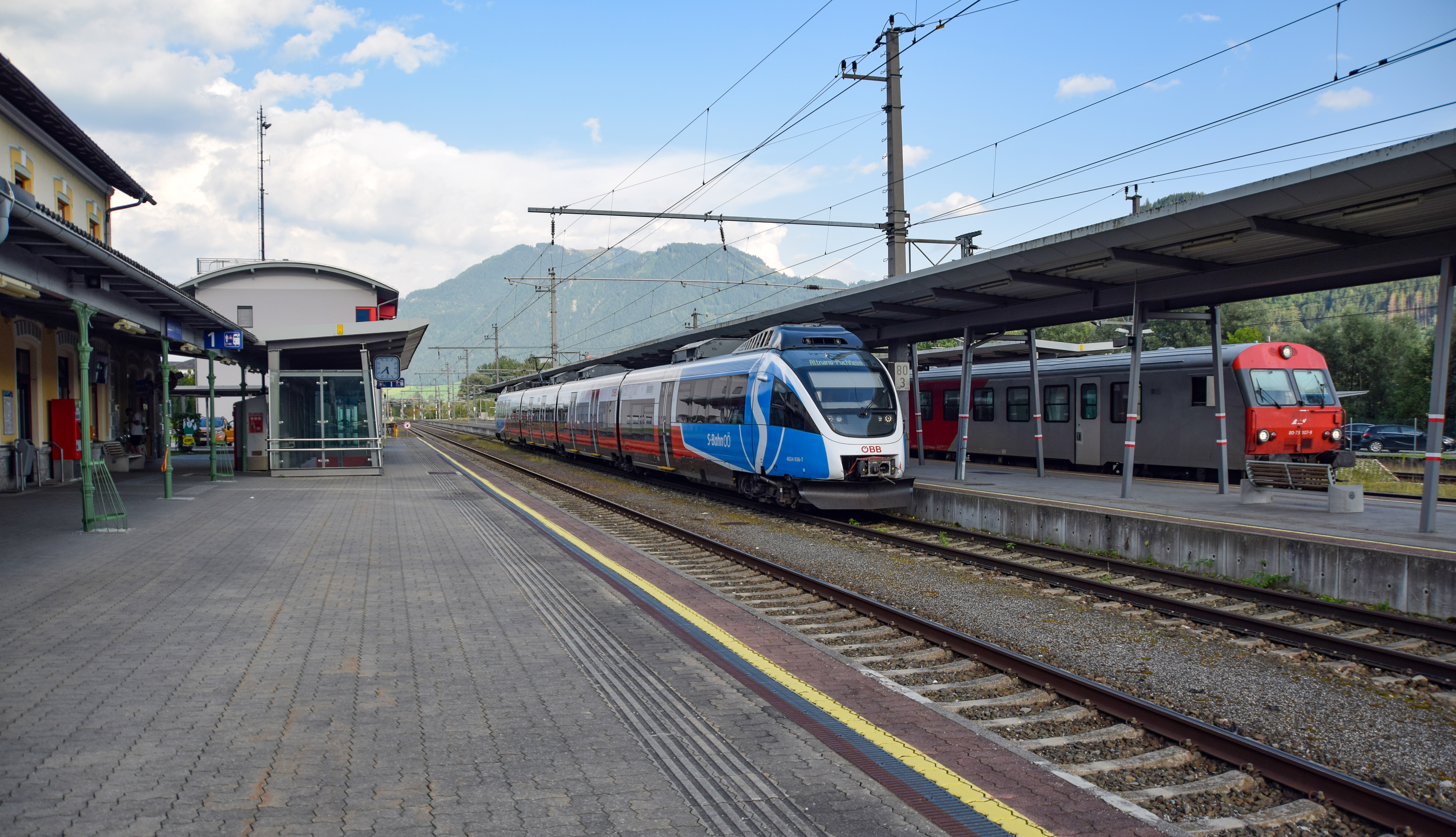
Az állomás peronjai (2023)
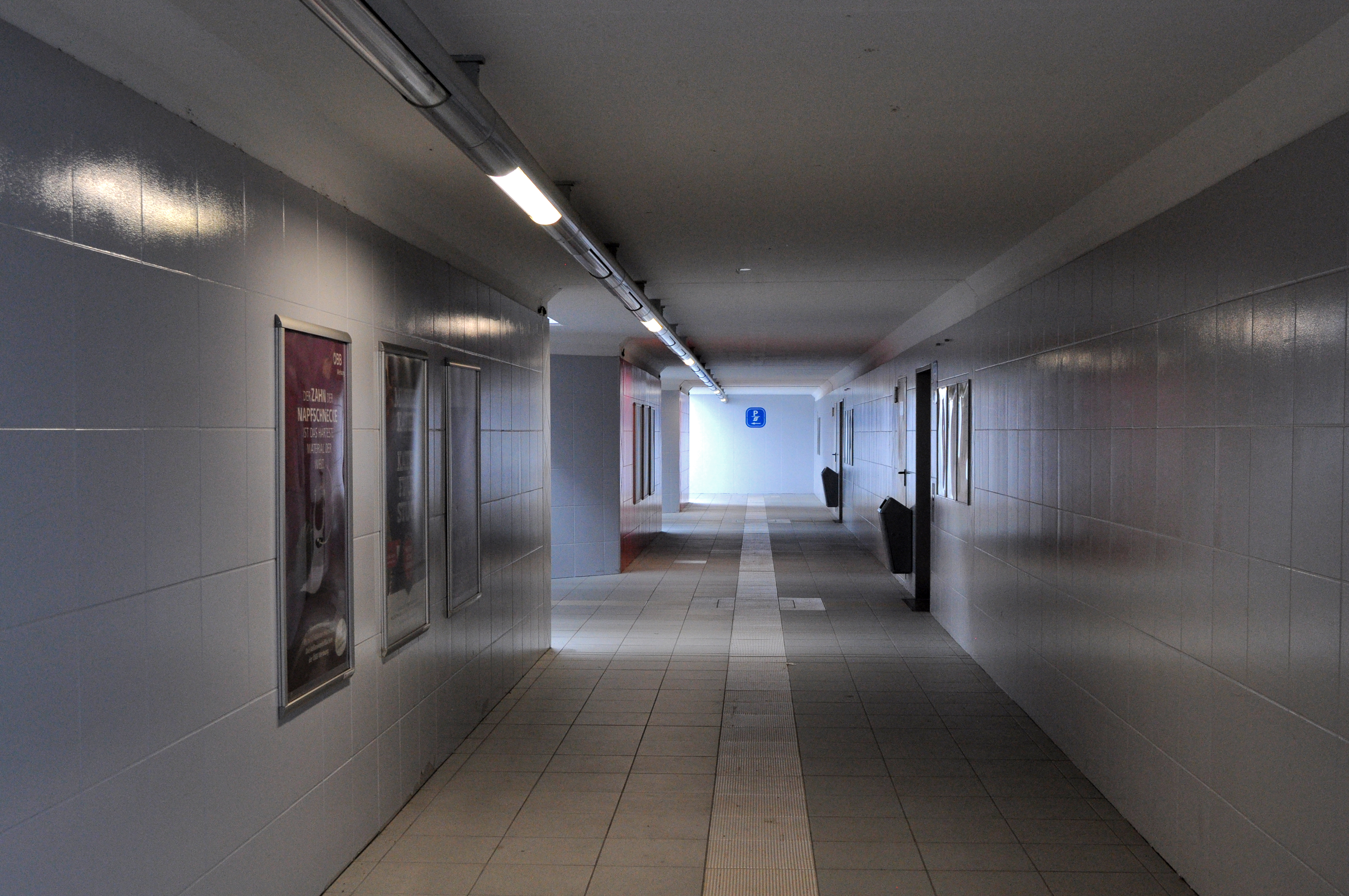
Az állomás aluljárója (2018)
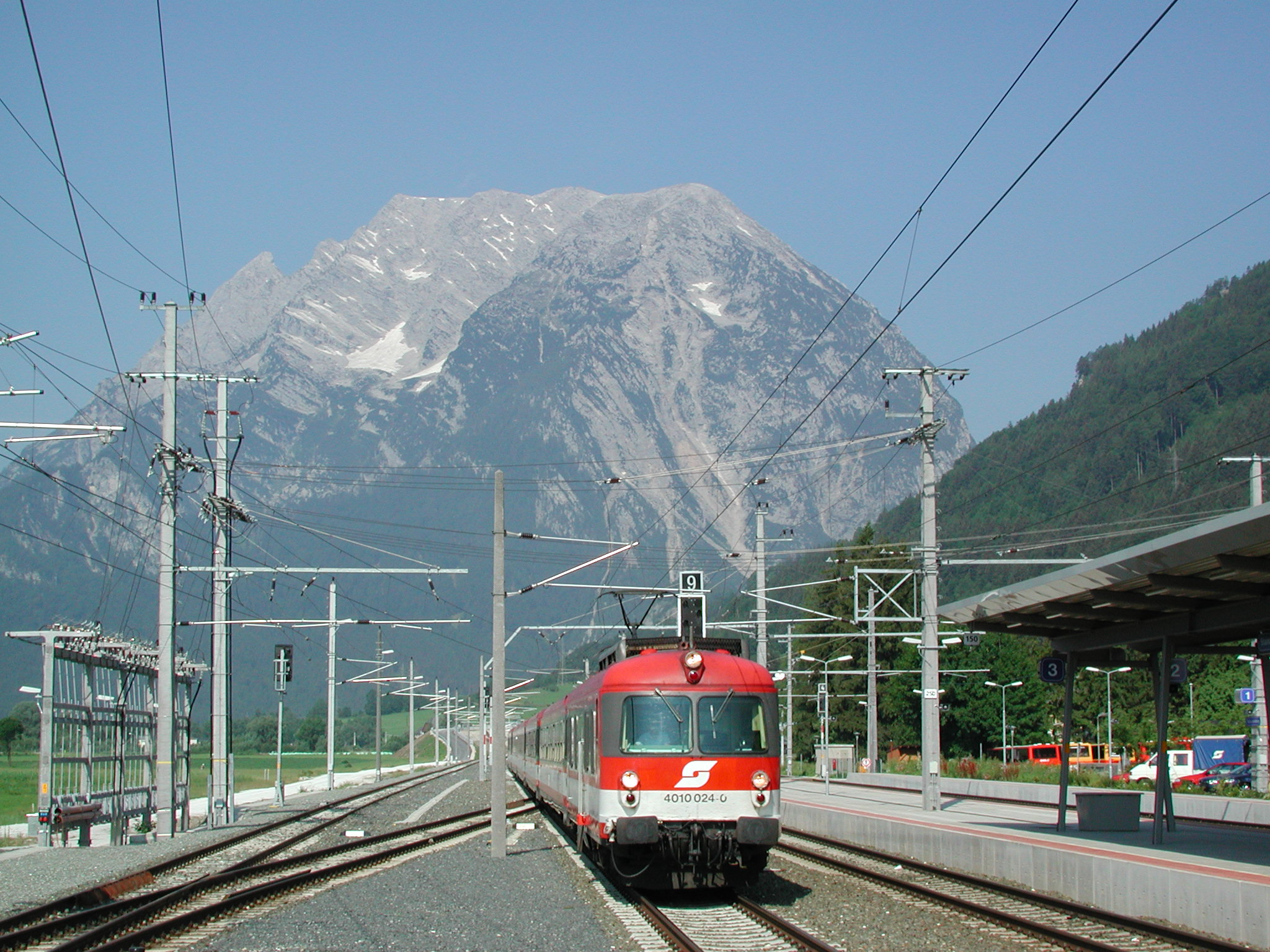
Egy ÖBB 4010 sorozatú motorvonat az állomáson, a háttérben a Grimming (2003)